# Biserica „Acoperământul Maicii Domnului” din Cruzești
Biserica „Acoperământul Maicii Domnului” este o biserică amplasată în Cruzești, municipiul Chișinău, Republica Moldova. Este un monument arhitectural de importanță națională inclus în Registrul monumentelor Republicii Moldova ocrotite de stat cu nr. 409 (municipiul Chișinău). Datează din 1931-1934.